# I Liceum Ogólnokształcące im. Józefa Wybickiego w Kościerzynie
I Liceum Ogólnokształcące im. Józefa Wybickiego w Kościerzynie – publiczne liceum ogólnokształcące o wieloletniej tradycji znajdujące się w Kościerzynie. Mieści się przy ul. Krasickiego 2.

## Historia
Szkołę utworzono w 1875 roku. Działała ono początkowo jako niemieckie prywatne progimnazjum i mieściło się w prywatnym budynku na wysokości dzisiejszych ulic Długiej i Kościelnej. W 1889 roku władze niemieckie upaństwowiły szkołę jako Królewskie Progimnazjum w Kościerzynie. W 1894 roku szkoła otrzymuje gmach przy ulicy Strzeleckiej, dziś budynek Szkoły Podstawowej nr 2. W 1919 roku szkołę przemianowano na Państwowe Progimnazjum. Ostatnim niemieckim dyrektorem progimnazjum był dr Walter Lemme, który opuścił Kościerzynę w roku 1920. W niepodległej Polsce dzięki patriotycznej postawie mieszkańców Kościerzyny progimnazjum przejęły władze polskie i rozpoczęła się nowa karta historii szkoły średniej w sercu Kaszub.
Dnia 1 kwietnia 1920 roku dyrektorem polskim mianowano przybyłego z Krakowa Zygmunta Palisza. Centralne władze oświatowe zgodziły się na przekształcenie 1 stycznia 1922 roku dotychczasowego progimnazjum w pełną 8-letnią szkołę średnią – Gimnazjum Państwowe w Kościerzynie. W dniu 1 września 1935 roku przeniesiono szkołę do gmachu zlikwidowanego Seminarium Nauczycielskiego (obecnie mieści się tam Powiatowy Zespół Szkół nr 2). W szkole aktywne były:
- ZHP (od 1921 r.),
- Towarzystwo Filomatów im. Adama Mickiewicza (od 1922 r.),
- Sodalicja Mariańska (od 1924 r.),
- Kółko Krajoznawcze (od 1929 r.)

W myśl ustawy o szkolnictwie w 1932 roku gimnazjum 8-letnie zostało przekształcone w 1933 roku w 4-letnie Państwowe Gimnazjum Męskie typu klasycznego, a od 1937 r. uczniowie po zdaniu małej matury mogli kontynuować naukę w liceum ogólnokształcącym o profilu humanistycznym. W 1934 roku patronem szkoły został Józef Wybicki. W roku szkolnym 1924/1925 uczyło się 158 uczniów, w roku szkolnym 1931/1932 – 210 uczniów.
Czas II wojny światowej był okresem tragicznych spustoszeń zarówno wśród nauczycieli, jak i wśród uczniów. Po wyzwoleniu szkoła umieszczona do 1953 roku w gmachu Seminarium Nauczycielskiego w Kościerzynie, a potem w dawnym budynku Gimnazjum przy ulicy Strzeleckiej, odradza się pod nazwą Państwowe Gimnazjum i Liceum.
Do obecnej siedziby liceum przeniosło się w 1963 roku. W 1947, w 200 rocznicę urodzin swojego patrona, szkoła wzniosła mu pomnik z tablicą pamiątkową w parku Powiatowego Zespołu Szkół nr 2. Szkołę obdarowano dwoma sztandarami. Pierwszy otrzymała 1946 r., a drugi w 1971 r. Od 1 IX 1981 do 31 VIII 1992 szkoła nosiła nazwę Zespół Szkół Ogólnokształcących w Kościerzynie. Przy liceum dziennym po 1945 roku do 1987 r. funkcjonowało Liceum Ogólnokształcące dla Pracujących. Od 1 IX 1980 do 31 VIII 1985 w murach szkoły uczyła się znaczna część uczniów Szkoły Podstawowej nr 1 w Kościerzynie. Od 1 IX 1986 do 31 VIII 1991 w Zespole Szkół Ogólnokształcących mieściło się Studium Nauczycielskie o kierunku nauczania – wychowanie przedszkolne. W 1975 r. szkoła została uhonorowana Medalem Komisji Edukacji Narodowej. Obecnie nosi nazwę I Liceum Ogólnokształcącego im. Józefa Wybickiego w Kościerzynie.
Szkołą kierowali m.in.: J. Kontek, dr Walenty Szweda, mgr Z. Sztuba, mgr Renata Niewiadomska, mgr Jacek Bandurski, mgr Mieczysław Charszla, dr Jerzy Knyba, mgr Józef Błaszkowski, mgr Ireneusz Michna. Od 1 IX 1999 r. dyrektorem był mgr Jarosław Charszla. Aktualnie(od 1 IX 2014 r.) funkcję tę pełni mgr Edyta Bławat.

## Charakterystyka
W I LO im. Józefa Wybickiego prowadzone są klasy z rozszerzonym programem nauczania:
- matematyka i fizyka
- biologia i chemia
- język polski i historia
- matematyka i geografia
- wiedza o społeczeństwie i geografia
- matematyka i chemia
- niemiecki i angielski
- hiszpański i angielski

Szkoła posiada:
- pracownię informatyczną z 15 stanowiskami
- pracownię chemiczną
- pracownię biologiczną
- pracownię fizyczną
- pracownię geograficzną
- pracownię muzyczną
- pracownie humanistyczne
- pracownie językowe
- pracownie matematyczne

W liceum znajduje się również biblioteka szkolna wraz z czytelnią i pracownią multimedialną, „wieczernik”, radiowęzeł, sala gimnastyczna (18x9),
oraz boiska do piłki siatkowej, nożnej oraz koszykowej. Odbywa się dużo imprez sportowych, kulturalnych i rozrywkowych. Ponadto co miesiąc wydawana jest gazetka szkolna „Blacha”.

## Absolwenci
- Andrzej Voigt, ekonomista, menedżer, przedsiębiorca i urzędnik państwowy
- Agnieszka Zimmermann, prorektor ds. jakości kształcenia Gdańskiego Uniwersytetu Medycznego (2022–2024), prorektor ds. kształcenia GUMed (2024–2028)[1]
- Jan Błaszkowski, dziennikarz serwisu Faktów telewizji TVN
- ks. Bogusław Borzyszkowski, rektor seminarium duchownego Zmartwychwstańców w Poznaniu
- Edward Breza, językoznawca, prof. Uniwersytetu Gdańskiego
- o. Arnold Chrapkowski, dr prawa kanonicznego, generał Zakonu Paulinów[potrzebny przypis]
- Eugeniusz Gostomski, prof. wydziału ekonomii na Uniwersytecie Gdańskim
- Zbigniew Gruca, prof. Akademii Medycznej w Gdańsku
- Henryk Muszyński, arcybiskup senior gnieźnieński i prymas senior Polski
- Zdzisław Niedbała, prof. prawa na Uniwersytecie im. A. Mickiewicza w Poznaniu
- Mariusz Pakieser, z-ca attaché wojskowego ambasady RP w Waszyngtonie
- Janusz Reiter, dyplomata, ambasador RP w Niemczech (1990–1995) i w USA (2005–2007)
- Zbigniew Stencel, starosta kościerski
- Czesław Stobba, prof. Szpitala Wojewódzkiego w Gdańsku, ordynator oddziału pediatrii
- Bernard Szyc, aktor Teatru Muzycznego im. Danuty Baduszkowej w Gdyni